# Landesheilanstalt Blankenhain
Die Landesheilanstalt Blankenhain war eine psychiatrische Versorg-Einrichtung in der Stadt Blankenhain im Landkreis Weimarer Land in Thüringen.

## Geschichte
1840 wurde das „Thüringische Landeshospital“ gegründet. Daraus entwickelte sich die Landesheilanstalt  Blankenhain, zu dem ein 
Landwirtschaftsbetrieb, dem Staatsgut „Krakau“, gehörte.  

### Zeit des Nationalsozialismus
In der Zeit des Nationalsozialismus wurde die Aktion T4 durchgeführt. Mit drei Transporten vom 2., 23. und 24. September 1940 wurden 252 Patienten nach Zschadraß verlegt. Weiter nach Pirna-Sonnenstein gebracht, wurden dort 228 Patienten ermordet. In  Zschadraß  verstarben 18 Patienten. Mit  dem  Transport  vom  17. Oktober 1940 wurden 78 Patienten nach Stadtroda gebracht. Patienten befanden sich ab diesem Zeitpunkt nur noch im Anstaltsgut „Krakau“. Von den Patienten, die nach Stadtroda verlegt worden waren, verstarben zwischen dem 29. Oktober 1940 und dem 5. März 1942 mindestens 18 Personen. 
Am  31. März 1941 endete der Betrieb der Einrichtung. Die Liegenschaften wurden von der Deutschen Arbeitsfront übernommen.  

### Nachkriegszeit
Es folgten verschiedene Nachnutzungen. Etwa 2005 wurden die Gebäude abgerissen. 2013 wurde ein Denkmal zum Gedenken an die Opfer der Euthanasie errichtet.